# 奥里斯卡 (北达科他州)
奥里斯卡（英語：Oriska），是美国北达科他州下属的一座城市。根据2010年美国人口普查，该市有人口118人。